# أشوك (ممثل)
أشوك هو ممثل هندي، ولد في 12 ديسمبر 1981 في الهند.

## وصلات خارجية
- أشوك (ممثل) على موقع IMDb (الإنجليزية)
- أشوك (ممثل) على موقع IMDb (الإنجليزية)
- أشوك (ممثل) على موقع قاعدة بيانات الفيلم (الإنجليزية)